# Leopold Zelner
Leopold Zelner (zm. 30 września 1863) – rzemieślnik, członek żandarmerii narodowej w powstaniu styczniowym. Rozstrzelany na Placu Trzech Krzyży w Warszawie w ramach represji rosyjskich za zamachy wykonywane przez sztyletników na szpiegów i oficerów policji. 